# 台9線南迴公路拓寬改善後續計畫

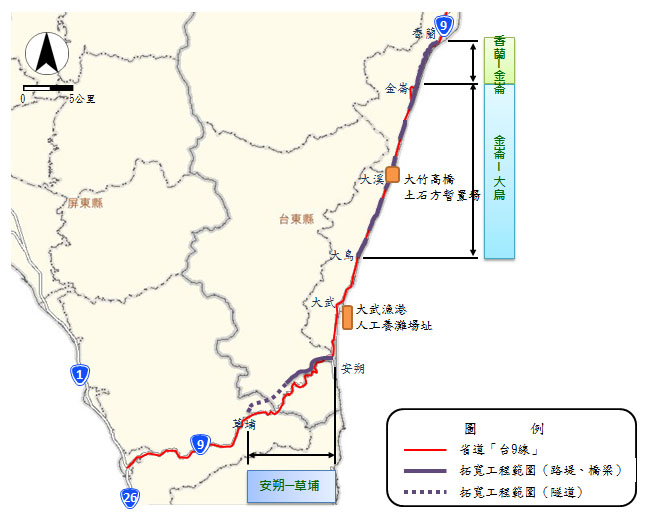
台9線南迴公路拓寬改善後續計畫路線圖

臺9線南迴公路拓寬改善後續計畫，一般被稱為南迴公路改善計畫，簡稱南迴改，實施路段為省道台9線臺東縣香蘭－屏東縣草埔段。
其道路建設完成至今，受制於地形地勢之限制，道路有設計標準偏低、道路線型不佳、縱坡起伏大及路寬不足等限制，加上高路堤及高邊坡多，易因災害受損而交通中斷，除人命財產損失外，對區域性經濟發展及產業運輸造成重大影響，故交通部公路總局因而提出此改善計畫，並由轄下的西部濱海公路南區臨時工程處第六工務段負責設計監工，著重東臺灣策略發展軸地區的聯外交通安全，優化在地運輸服務品質，建設經費共227.49億元新臺幣，建設期程2011年至2019年底。

## 計畫內容

### 中華民國行政院南迴公路改善目標
1. 提供一條安全、穩定回家的道路：以隧道、橋梁方式，避開地質脆弱段，提高用路人安全與災害替代路線，紓解過年過節返鄉、旅行之車流量。
2. 提升區域運輸系統功能服務品質：改善安朔草埔段道路線型不佳之運輸瓶頸，符合節能減碳效益，整合鐵路及公路系統，提高複合運輸服務績效。
3. 帶動沿線觀光經濟：整合沿線旅遊景點，活絡東部觀光產業。

### 計畫路段
- 香蘭－大鳥段：平縱面線形原則上依循現有臺9線公路拓寬，局部半徑過小處予以調整改善。
- 安朔－草埔段：以隧道與高架橋形式改善安朔草埔段道路線型不佳之運輸瓶頸。
- 草埔－新路段：以部分高架橋形將既有路線拓寬。

### 工程內容
- 香蘭－大鳥段[3]

1. 橋梁工程：本計畫除既有瀧橋、多良橋、富山橋及加津林橋等四座排水橋因大多於1993年完工通車，至今近二十年，並無耐震設計考量，經年累月使用與環境侵蝕，已有局部呈現損壞，需在既有強梁外側新增橋梁，以及大溪明隧道段等需配合道路拓寬外，另430K+250處配合道路截彎取直，需新增橋梁。
2. 道路工程：平縱面線形原則上依循現有臺9線道路拓寬，局部半徑過小處予以調整改善。計畫範圍地形陡峭，為減輕工程大挖大填對地貌、生態衝擊，路線構造以海側單邊拓寬。多良 - 加津林段緊鄰海岸線，斷面構造型式著重防止海浪淘刷；大鳥段沿山坡而行，路線設計採分離線方式因應。

- 安朔－草埔段[4]

1. 隧道工程：本計畫長度約4.6公里，行車淨空高為4.6公尺，每車道寬為3.5公尺，兩車道路幅兩側各留路肩寬0.3公尺，隧道之維修步道採15公分高之低步道配置，人行空間寬1.0公尺，高2.0公尺；維修步道下方設置電氣管溝，並視需要設置管線廊道，兩側並設置透水管盲溝排除隧道周圍之地下水。
2. 道路工程：計畫路線起點鄰近達仁社區，行經安朔社區，終點鄰近草埔社區，為滿足社區進出需求，本計畫路線提供社區居民於適當路段進出計畫道路。
3. 橋梁工程：跨越安朔溪及沿五福谷溪路段採橋梁設計，以避免對生態棲地阻隔，另為減少路堤邊坡挖填，所造成對崩塌地再度擾動，路線以橋梁跨越崩塌地。

- 草埔－新路段[5]

1. 草埔－新路段計畫以全線雙向四車道為主，並分為五標進行施工。目前第1標草埔外環高架路段及丹路外環高架橋已完工通車，草埔外環高架橋計畫配置單向雙車道作為南下線，保留既有山側舊路作為北上線，丹路外環高架橋計畫配置雙向四車道，用以將南迴公路龐大車流導向新外環路線避開丹路部落，其餘第2、3、5標環境影響評估已於2023年3月通過，預定於2028年全線通車。

## 推動時程
- 2002年3月22日時任臺東縣籍立法委員黃健庭及臺東縣縣長徐慶元拜會行政院副院長林信義，奉副院長指示由交通部公路總局於2002年5月16日召開現地會勘，結論為由公路總局辦理太麻里香蘭至大武段及安朔至新路段兩路段拓寬為四車道可行性評估。
- 2004年
  - 9月7日公路總局邀集行政院公共工程委員會、行政院經濟建設委員會等相關單位審議可行性評估期末報告，依據評估結果建議：香蘭至大武以三至四車道辦理拓寬、安朔至草埔部分路段以隧道方式截彎取直辦理（四車道）拓寬、草埔至新路以超車道方式（三車道）辦理拓寬。
  - 10月29日中華民國交通部陳報行政院，建議本路段以上開方式辦理並擬續辦環境影響評估，並奉行政院11月3日核復：「原則同意」。
- 公路總局依據行政院核示辦理環境影響評估，另針對南迴公路安朔至草埔段辦理「初步路線規劃及地質探查委託服務工作」。
- 2008年7月完成修正環境影響說明書，歷五次初審後，於2010年8月23日初審核可
- 2010年
  - 9月20日行政院環境保護署環評審查委員會第198次會議審查通過。
  - 12月27日取得環保署核定函。
- 2011年
  - 1月安朔至草埔段提送路線規劃及地質探查委託服務期末報告。
  - 7月27日「台9線南迴公路拓寬改善後續計畫」奉行政院核定「原則同意」。
- 2012年
  - 4月1日，長約876公尺的台9線407K+350~408K+140拓寬改善工程A3標動工
- 2013年
  - 4月1日，長約3.15公里的台9線412K+264~415K+500拓寬改善工程A1標動工
  - 8月16日，長約3876公尺的台9線417K+715~426K+000拓寬改善工程B1標動工
  - 9月20日，台9線407K+264~408K+140拓寬改善工程A1標竣工
- 2014年
  - 5月9日，長約6.3公里的安朔高架橋動工。
  - 6月3日，長約4.6公里的草埔隧道動工[6]。
  - 7月15日，台9線426K+000~432K+832拓寬改善工程B2標動工
- 2015年
  - 1月5日，台9線408K+140~409K+900拓寬改善工程A2-1標竣工。
- 2016年
  - 7月17日，草埔隧道北上線貫通[7]。
  - 10月15日，長約2450公尺的台9線409K+900~412K+350拓寬改善後續工程A2-2後續標動工
- 2017年
  - 3月6日，台9線417K+715~426K+000拓寬改善工程B1標竣工。
  - 3月26日，草埔隧道南下線貫通[7]。
  - 10月15日，金崙大橋通車[8]。
- 2018年
  - 1月4日，長約3.15公里的台9線412K+264~415K+500拓寬改善工程A3標竣工。
  - 5月18日，舉行草埔隧道貫通典禮。
  - 9月9日，安朔高架橋竣工。
  - 11月15日，台9線408K+140~409K+900拓寬改善工程A2-1標竣工。
- 2019年
  - 5月13日，草埔隧道完工。
  - 7月1日，香蘭－金崙段全線通車。
  - 10月28日，金崙－大鳥段全線通車。
  - 12月23日，安朔－草埔段通車，開放小客車及大客車通行。
- 2020年
  - 安朔－草埔段（安朔交通控制中心至草埔隧道南口）於清明連假期間試辦最高速限自原先時速60公里提升至70公里，並設置最低速限為時速50公里[9]。6月20日起正式實施[10]。
  - 6月30日12時起，試辦開放大型重型機車通行安朔－草埔段，為期半年[11]。
- 2021年
  - 4月30日起，正式開放大型重型機車通行安朔－草埔段[12]。
  - 9月23日10時起，丹路外環道（445K+140~446K+720）開放通車[13]。
- 2023年
  - 12月29日12時起，草埔－雙流段開放雙向4車道通行[14]。

## 路權
安朔－草埔段原隧道，機車、慢車、行人與大型重型機車限制僅能行駛舊線（台9戊線），此規劃造成部分抗議聲浪，質疑省道路線為何不能行駛機慢車，台灣機車路權促進會號召支持者於2019年12月23日通車當日抗議，並駕駛小型車以平均速率20公里/小時行駛該路段表達不滿，後續於2020年6月30日試辦大型重型機車通行，2021年4月30日正式開放大型重型機車通行，另公路總局目前仍評估該路段是否開放普通重型機車行駛；其他南迴公路改善工程則不限制車種。

## 道路規格
- 一般省道雙向車道標準，最高設計速率時速50－60公里。
- 草埔／森永隧道、安朔高架橋及金崙高架橋與多良高架橋為封閉式道路，草埔隧道禁行機慢車，金崙高架橋為雙向四線混合車道（汽機車共用四線道），與新香蘭高架橋同為舊線截彎取直，大鳥至香蘭部分路段為原線改為南向二車道，原線東側新建北向二車道高架橋。其他路段都為內側禁行機車道及外側混合車道配置，最高設計速率時速50－60公里。
- 草埔／森永隧道、安朔高架橋路寬（單線車道3.5公尺）與線型皆優於台62甲線、蘇花改。

## 圖集

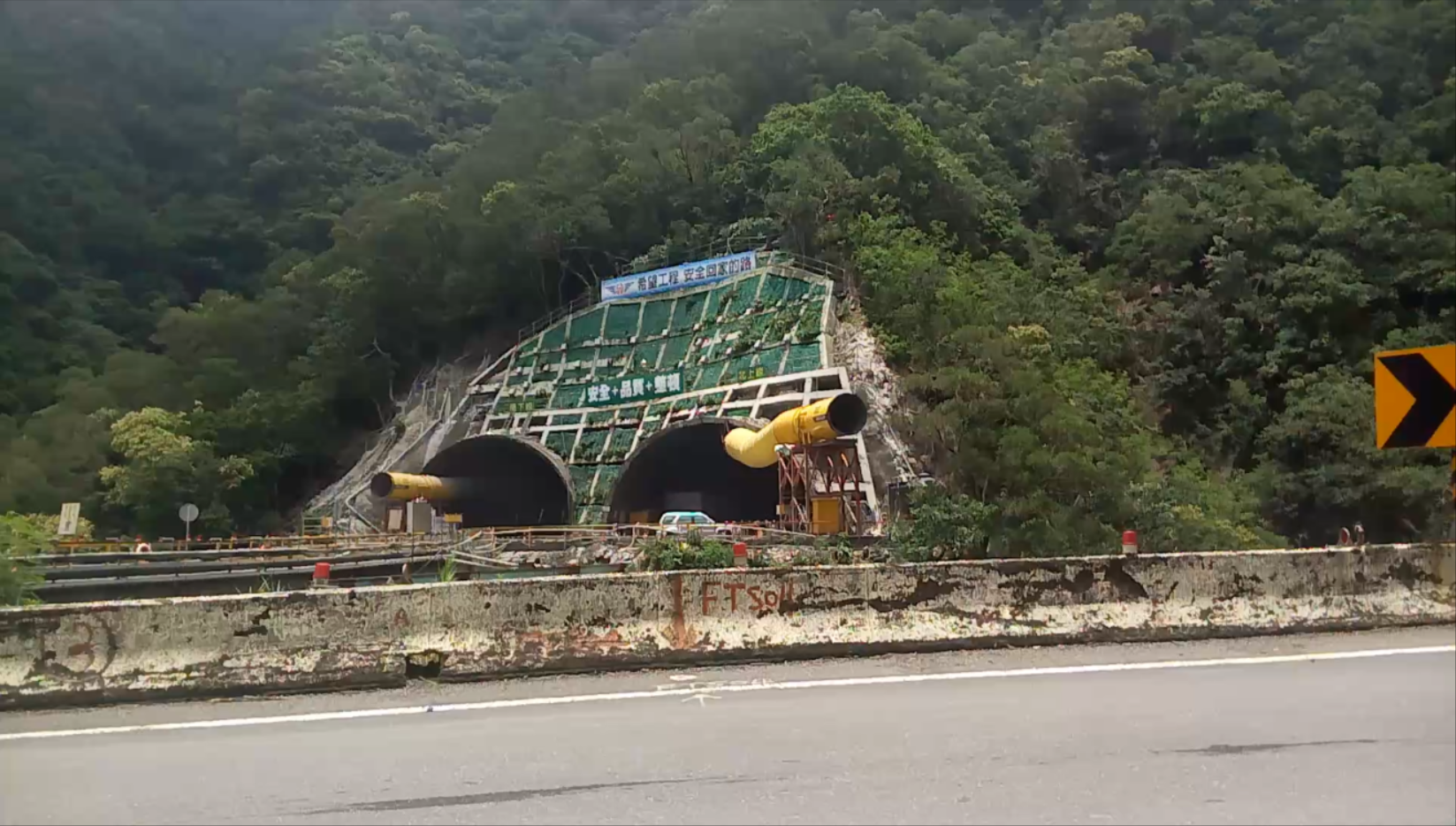
草埔隧道南口
金崙高架橋
金崙高架橋
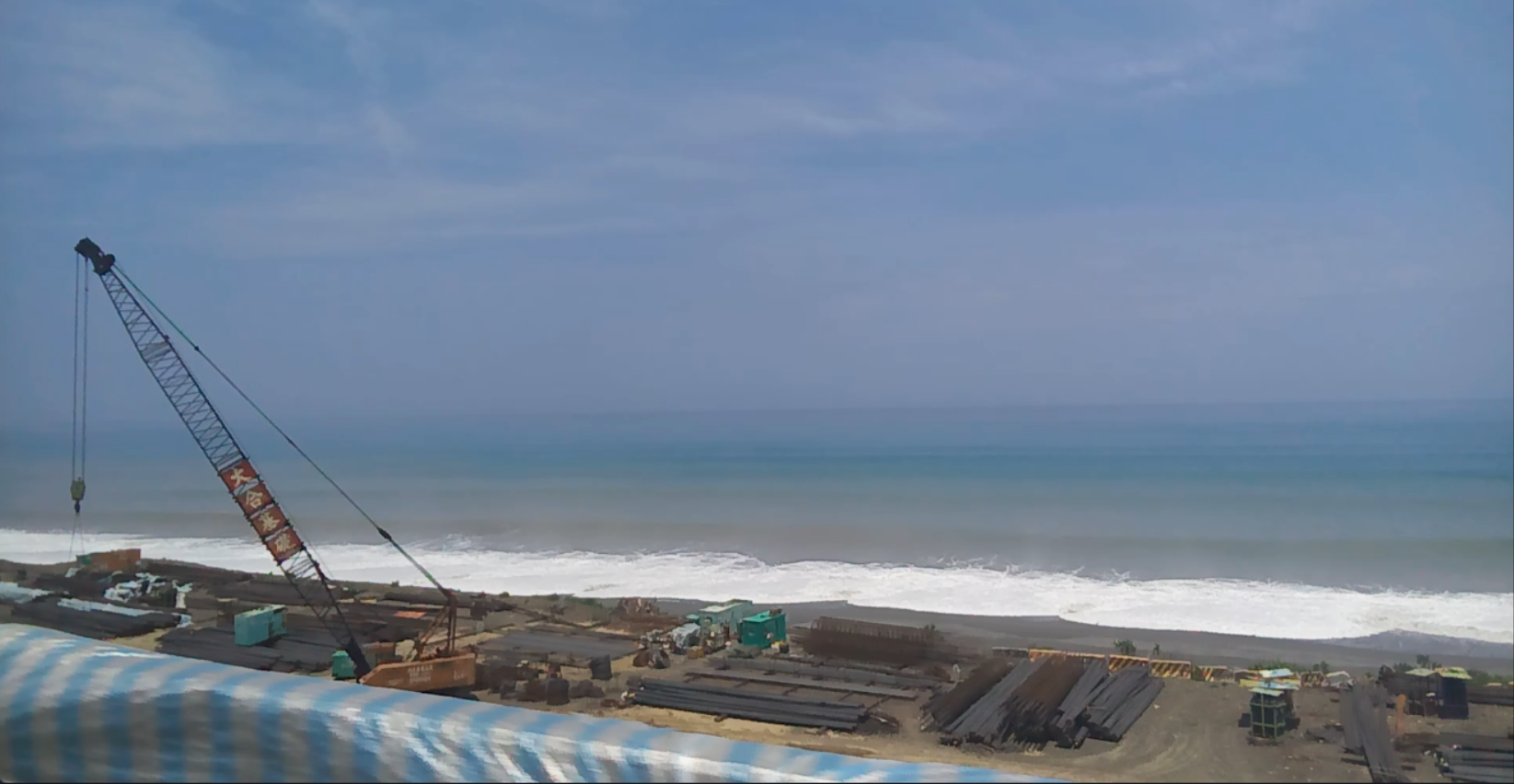
大鳥段拓寬工地
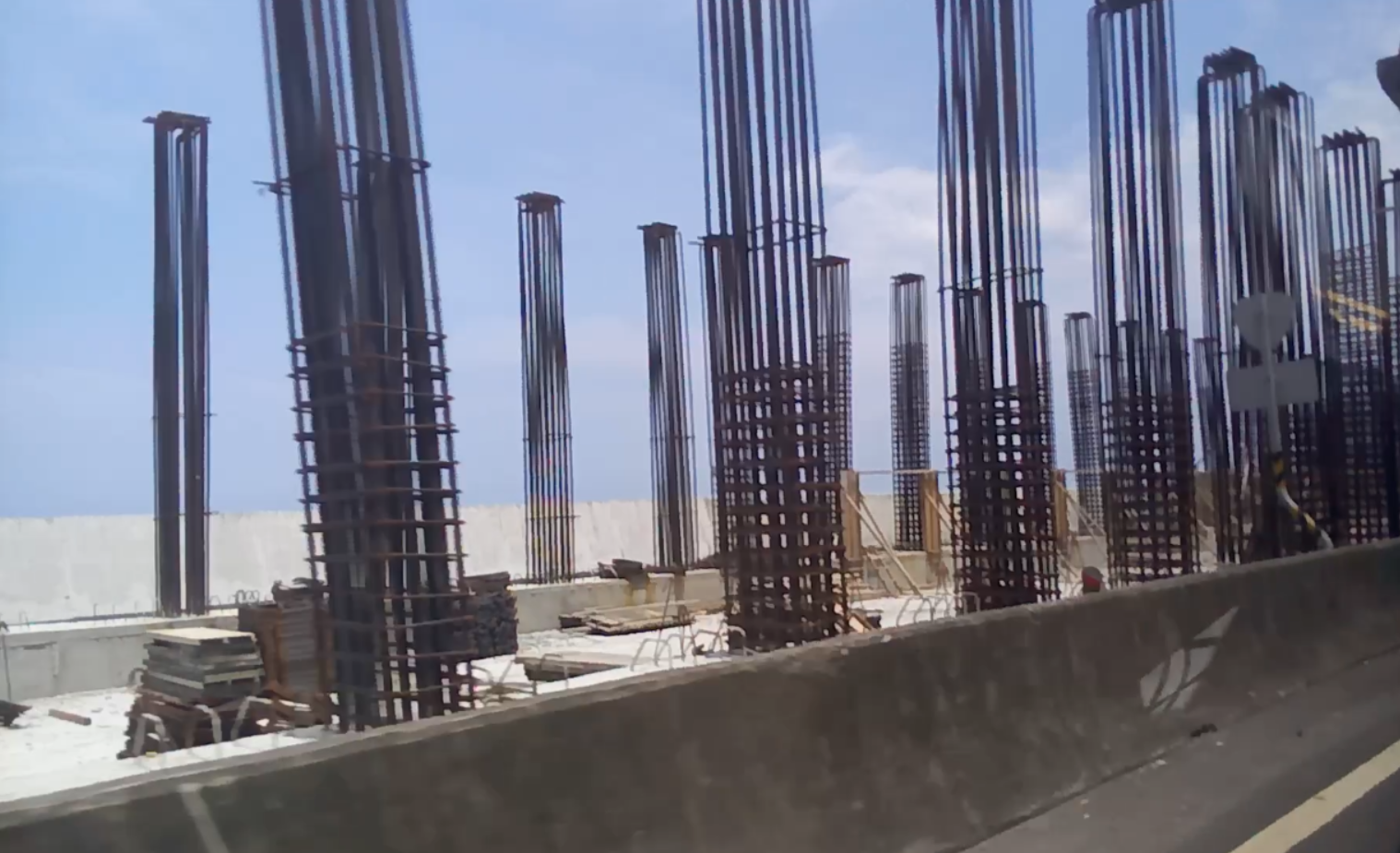
大溪明隧道拓寬

## 文化遺址
2014年7月2日，在金崙大橋施工區的第三號橋墩發現遺址陶片和石器，公路總局暫停施工。
在經過中央研究院試開挖十三個洞探勘，最先確認第五橋墩沒有遺址，第二及第四橋墩位置似有遺址，第三橋墩則挖出許多石器、陶片、木炭及類似石牆的石板排列組合，與舊香蘭、多良遺址為同時期，文物文化層明顯，鑑驗屬三和文化並且暫時命名為賓茂三遺址。

## 外部連結
- 台9線南迴公路改善後續計畫 （页面存档备份，存于）
- 中華民國交通部公路總局 （页面存档备份，存于）